# John Richardson Wigham
Pour les articles homonymes, voir Wigham.
John Richardson Wigham, né le 15 janvier 1829 à Édimbourg et mort le 16 novembre 1906 à Albany House, Monkstown, ville du comté de Dublin, est un inventeur et un ingénieur écossais.

## Biographie
John R. Wigham naît dans une famille quaker de Newington, Édimbourg. Son père, Henry dirige une usine de fabrication de châles. Sa sœur Eliza Wigham est connue pour son engagement en faveur du droit de vote des femmes et de l'abolition de l'esclavage aux États-Unis. 
Il fait son apprentissage auprès son beau-frère, Joshua Edmundson dans la société de celui-ci, Edmundson & Co, située dans Capel Street, à Dublin, entreprise de fonderie et, dans une moindre mesure, de production de générateurs de gaz.  Son beau-frère meurt du typhus, qu'il a contracté alors qu'il aidait dans les soupes populaires lors de la Grande Famine. John Wigham n'avait que 19 ans, il reprend pourtant l'exploitation de l'entreprise. 
John Wigham développe l'activité d'Edmundson & Co de générateurs de gaz. Il s'intéresse particulièrement à l'éclairage utilisé comme une aide à la navigation en mer. Alors que jusque-là, les bouées étaient uniquement équipées de cloches pour alerter les marins, il conçoit une lampe à pétrole, capable de brûler sans surveillance. Il dépose le premier brevet de bouée lumineuse  en 1861. Elle est installée sur la Clyde.
John R. Wigham épouse Marie Pim, fille d'un juriste et homme politique libéral irlandais le 4 août 1855 et ils ont 9 enfants.
En 1863, il obtient une subvention de la société Dublin Ballast pour développer l'éclairage des phares au gaz de houille. En 1865, le phare de Baily à Howth Head est équipé d'un brûleur conçu par Wigham permettant un éclairage quatre fois plus puissant que l'éclairage au pétrole. Une version améliorée, installée dans le même phare en 1868, est 13 fois plus puissante, selon le physicien John Tyndall, alors conseiller auprès du service britannique des phares de Trinity House.

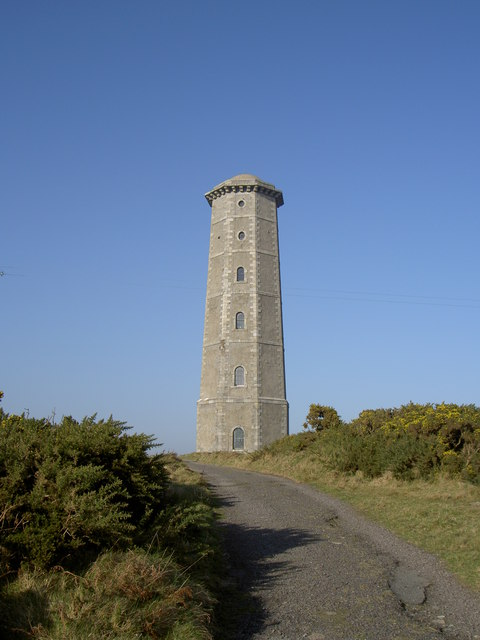
Un ancien phare de Wicklow Head

En 1870, le phare de Wicklow Head est équipé du dispositif réalisé par Wigham, qui permet une lumière clignotant par intermittence grâce à un mécanisme à horloge qui surveille l'arrivée du gaz. Ce mécanisme, combiné à une lentille mobile, est ensuite utilisé dans le phare de Rockabill en mer d'Irlande, premier phare équipé d'un feu maritime.
Wigham est l'auteur d'autres inventions, principalement dans le domaine de la sécurité maritime. Il a notamment inventé de nouvelles lampes fonctionnant au pétrole ou à gaz, des bouées munies de signaux de brume lumineux et des lampes à acétylène. Les dispositifs lumineux de la société Edmundson & Co ont équipé des phares dans tous les coins du globe, l'entreprise existe toujours, sous le nom de F. Barrett & Co, à Dublin.
John Wigham est administrateur et vice-président de la compagnie de tramways de Dublin, et président de la chambre de commerce de la ville. Il a milité en faveur de la tempérance. Il a à deux reprises refusé d'être anobli, en raison de ses convictions religieuses quakers.

## Distinctions
Il est membre de la Royal Dublin Society et de la Académie royale d'Irlande, membre associé de la société des ingénieurs civilsngineers, et membre honorifique de la société des ingénieurs mécaniciens. Il a présenté des communications scientifiques sur l'usage du gaz de houille dans les phares et d'autres thèmes en lien devant the Society of Arts, la British Association for the Advancement of Science, la Royal Dublin Society et la Shipmasters' Society. Ses convictions politiques sont unionistes, et il est membre du l'Irish Unionist Alliance. Il prend la parole à des meetings contre la Home Rule Bill. 